# Pelodytes punctatus
Il pelodite punteggiato (Pelodytes punctatus Daudin, 1802) è un anfibio anuro appartenente alla famiglia dei Peloditidi.

## Descrizione
Il pelodite punteggiato ha una struttura relativamente gracile, con zampe posteriori lunghe, ghiandole parotoidi strette e pupille verticali. La pelle è verrucosa, con parti superiori brunastre, olivastre o grigie, in genere con piccole macchie nere e verde erba (tanto che in inglese è noto come Parsley frog, «rana prezzemolo»); il ventre è bianco. Le zampe non presentano membrane interdigitali, ma bordi membranosi ai lati delle dita. I maschi sono provvisti di sacche vocali interne. La lunghezza è di 3-4,5 cm nei maschi e di 3,5-5 cm nelle femmine.

## Biologia
Questa specie notturna salta e si arrampica con grande abilità. Si riproduce in inverno, da ottobre a maggio, deponendo cordoni di 1000-1500 uova, lunghi 3-20 cm e relativamente spessi.

## Distribuzione e habitat
Il pelodite punteggiato è presente nella parte centrale e orientale della penisola iberica, in Francia e in Italia nord-occidentale, soprattutto ad altitudini basse e medie (fino a massimo 1500 m). Predilige habitat aperti ben strutturati, anche terreni agricoli secchi o boschi radi, soprattutto nelle vicinanze dell'acqua. Trascorre solitamente il giorno nascosto sotto sassi.